# Henry Palmé
Henry Artur Palmé (né le 4 septembre 1907 à Flädie et mort le 2 juin 1987 à Enskede) est un athlète suédois, spécialiste du marathon.

## Carrière
Henry Palmé termine treizième du marathon des Jeux olympiques d'été de 1936 à Berlin avec un temps de 2 h 46 min 8 s 4.
Lors des Championnats d'Europe de 1938 à Paris, Henry Palmé remporte la médaille de bronze du marathon, derrière le Finlandais Väinö Muinonen et le Britannique Squire Yarrow, en 2 h 42 min 13 s 6. 
Il fait son meilleur temps en 1939 en 2 h 36 min 56 s.